# Hyperion Entertainment
Az Hyperion Entertainment (teljes néven: Hyperion Entertainment CVBA) egy magántulajdonban álló, belga szoftverfejlesztéssel foglalkozó cég, mely AmigaOS 3.x-re írt játékszoftver-átiratai mellett az AmigaOS 4.x kifejlesztéséről nevezetes.

## Történet
A Hyperionnak nincsen saját programozói csapata, hanem szerződéses megbízásokkal foglalkoztatnak szükséges számú fejlesztőt, mint például Hans-Joerg Friedent, aki korábbi tapasztalatai alapján projektvezető fejlesztőként - kvázi állandóan - működik együtt velük. Először csak AmigaOS volt a cél-operációs rendszer, de később készítettek portolásokat Macintosh-ra és Linuxra is. A cég jogi státusza 2009 októberében megváltozott - belga jog szerinti - partneri cégről (VOF) korlátolt felelősségű társaságra (CVBA).

### Cégvezetés
A céget Benjamin Hermans és Evert Carton alapították 1999-ben, azzal az alapgondolattal, hogy "soha senki nem próbált PC-s játékokat Amigára portolni." Ben Hermans 2003-tól kezdődően már kizárólag a cég jogi természetű ügyeivel foglalkozott, majd 2017 végén minden igazgatói megbízatásáról lemondott és 2020 végéig jogi tanácsadóként segítette a Hyperion érdekeinek védelmét. A másik alapító, Evert Carton pedig 2011-ben mondott le minden pozíciójáról és távozott az Amiga-közösségből is.
A brüsszeli cégbíróság a Hyperiont 2015. január 27-én fizetésképtelennek nyilvánította, majd ezt április 3-án hatálytalanították. A cég indokolása szerint szerencsétlen körülmények összejátszása vezetett a fizetésképtelenné nyilvánításhoz, mely tény azonban a valóságban sosem állt fenn, a munka normál menetben folyik. Az esetnek a cégvezetés átszervezése lett a következménye és 2015. május 4-én új, harmadik igazgatót neveztek ki Costel Mincea személyében, aki azonban 2020 nyarán távozott posztjáról. 2020 folyamán távozott továbbá Timothy de Groote is, aki Evert Carton helyét töltötte be, annak távozása után. Egy tisztázatlan hátterű per zajlik Ben Hermans és de Groote között jelenleg.
Az alapító cége, a Ben Hermans BV a Hyperion részvényei 97%-ának a tulajdonosa ellen csődeljárást kezdeményeztek 2024 márciusában. A Hyperion élére csődgondnokot rendelt ki a bíróság Bart de Moor személyében. A Hyperiont 2024. december 18-tól egyedüliként Timothy de Groote képviseli és vezeti igazgatói tisztségben. A közgyűlés azután határozott, miután a legnagyobb részvényes, a Ben Hermans BV belga törvények szerinti csődje maga után vonta a részvényei megsemmisítését. A közgyűlés az új igazgatót a pénzügyi helyzet konszolidálására és az AmigaOS fejlesztésének újraindítására utasította.

### Videójátékok
Első munkájuk a Heretic II - egy Doom-motort használó - dark fantasy akció-kalandjáték Amiga átirata volt még 2000-ben, melynek nagyon jó visszhangja volt az Amigával foglalkozó szaklapokban, azonban ennek ellenére gyenge eladásokat produkált. Ezután döntöttek más operációs rendszerek megcélzásáról is, úgy mint Mac OS és Linux. 2000 másik játéka a SiN Linux verziója volt és előkészületben volt az Amiga-átirat is, de az végül az akkor rendelkezésre álló hardvereken nyújtott elégtelen teljesítmény miatt sosem került kiadásra.
2001-ben megkörnyékezték az amerikai Monolith Productions szoftverfejlesztő céget, hogy LithTech videójáték-motorjukat portolhassák. Ennek eredménye lett a Shogo: Mobile Armor Division FPS AmigaOS 3, Linux és Mac OS átirata, mely azonban nem hozta az elvárt eladásokat, legfőképpen Linuxon. Ebből a Hyperion azt a következtetést vonta le, hogy a Linux dual-boot képessége miatt a Linuxos felhasználók nem költenek a kiadás után akár évek múlva megjelenő, az addigra jelentősen csökkent árú Windows-os verziónál jóval drágább specializált verzióra, hanem Windows-on játszanak. Az Amiga és Macintosh platformokon ez kevésbé jelentkezik, mert ezek felhasználói jobban ragaszkodnak a platformjukhoz. A Hyperion ezzel együtt is 2017. április 20-án megállapodást kötött a Monolith-tal a Sogo játék AmigaOS 4.1-es változatának elkészítésére, melyet végül 2019 elején adtak ki.
2002 elején mutatták be a Descent: FreeSpace – The Great War AmigaOS változatát, majd ennek egy fejlettebb átirata következett AmigaOS 4-re 2010-ben. A Quake II forráskód nyilvánossá tétele után 2002-ben piacra dobták a játék Amiga portját.
A Gorky 17 stratégiai játék Linux portját 2006-ban készítette a cég és a Linux Game Publishing adta ki, míg az AmigaOS 4-es átiratra csaknem egy évtizedet kellett várni, mert csak 2015-ben jelent meg.

### Fejlesztőeszköz
A Heretic II átírásához a Hyperion programozóinak el kellett készíteniük egy OpenGL alrendszert Warp3D alá "MiniGL" néven, hogy lehetővé tegyék 3D-s játékok átírását. A MiniGL szoftverkönyvtárát (MiniGL.library) a cég nyilvánossá tette más fejlesztők számára is.

### AmigaOS 4.x
A Hyperion 2001. április 1-jén jelentette be, hogy - miután megszerezte az Amiga Inc.-től a szükséges engedélyeket - elkezd dolgozni az AmigaOS 3.9 utáni következő operációs rendszer változaton, és hogy minden tevékenységét erre fókuszálja innentől. A cég akkor is és most is azt állítja, hogy a munka főként az AmigaOS 3.1 forráskódján, kisebb részt a 3.9-es változat bizonyos kódrészletein alapult. A 68k-alapú operációs rendszer PowerPC átirata eredetileg is tervben volt, ezt folytatták, néhány újdonsággal megtoldva. A fejlesztés során 2002. augusztus 7-én adták ki a specifikációt, majd 2004. október 10-én az első kiadás előtti verziót (pre-release 1) és végül 2006. december 24-én a 4.0 végső kiadását.
Az "AmigaOS 4.0 for Classic Amiga" változatot 2007 novemberében jelentették be, mely PowerPC bővítőkártyával rendelkező Amiga 1200, Amiga 3000, illetve Amiga 4000 gépeken fut.
Az AmigaOS 4.1-es változata 2008 szeptemberében jelent meg, mely azóta számos javító update-et ért meg: 2016. december 31-én az "Update 1"-et, majd 2020. december 23-án az "Update 2"-t és ennek egy gyors hotfixét 2021. január 12-én.

### AmigaOS 3.x
A cég 2018. szeptember 30-án jelentette be a még a Commodore által utolsóként kiadott 3.1-es változat frissítését. A szoftver továbbra is 68k-kompatibilis processzorokon fut és az azóta megjelent frissítések összegzésén túl, kódtisztítást és néhány rendszerelem modernizációját is végrehajtották benne. A frissítés mérete összemérhető a korábbi 3.9-es változatéhoz. Az új "klasszikus" operációs rendszerhez 2019. július 8-án jelent meg hibajavító frissítéscsomag, 2020. május 17-én pedig elérhetővé tettek hozzá kiadási dokumentációt (release notes) és további lokalizációkat.
A Hyperion - két év fejlesztés után - 2021. május 14-én jelentette be a 3.2-es változat megjelenését. Hibajavításokon túl számos új funkciót is tartalmaz és CD-ROM telepítőlemezen jelent meg. Új Kickstart ROM-ok is szükségesek hozzá és továbbra is elérhető floppy lemezeken, hasonlóan az elődeihez. A legfontosabb újítások között integrált ReAction grafikus interfész (GUI), beépített ADF floppy lemezkép kezelés, kibővített boot menü jellemzi az új kiadást.

## Viták és perek
Az egyik cégalapító, Benjamin Hermans, aki szakmáját tekintve jogász, az AmigaOS 4 fejlesztésének 2001-es bejelentése és a 2006-os kiadása között egyes közösségi fórumokon, illetve levelezőlistákon - az Amiga-közösségben sokakat feltüzelve - azt hangoztatta, hogy a MorphOS (AmigaOS-szerű versenytárs, melynek végleges változata már 2003-ban megjelent) léte jogellenes és számos alkalommal jogi lépésekkel fenyegetőzött. Az ügy sosem jutott bíróság elé, azonban keserű és megosztó vitákat eredményezett a közösségben, melyet csak tovább tüzelt, amikor Dave Haynie Ben állításait ezekkel a szavakkal támogatta meg: "Ha láttátok volna az AmigaOS forráskódját, akkor nem állíthattatok volna elő egy jogilag különálló és hasonló működésűt." Ralph Schmidt a MorphOS fejlesztői csapatának vezetője részletes fejtegetésében azt állította válaszul, hogy minden a saját fejlesztésük, olyan nyilvános Commodore-Amiga Inc. által kiadott kézikönyvek alapján, melyekből "összerakni egy hasonló operációs rendszert nem ördöngösség."
2007. április 26-án az Amiga Inc. védjegybitorlásért, szerzői jogok megsértéséért, illetve szerződésszegésért feljelentette a Hyperion Entertainment VOF-ot a seattle-i körzeti bíróságon. A Hyperion ellenkeresetében csalással vádolta meg az Amiga Inc.-et, az Amiga szellemi tulajdon fantomcégeken keresztül történő kezelése miatt és hazugnak a cégükkel való kommunikációban, mely a perindítás előtti több mint 18 hónapot jellemezte. A folyamatban lévő jogvita ellenére a Hyperion 2007 őszén kiadta az "AmigaOS 4 for Classic Amiga" termékét, melyről az Amiga Inc. felszólalásában azt állította, hogy a lépés jogtalan.
Végül 2009. szeptember 30-án a Hyperion és az Amiga Inc. egyezségre jutottak, ezzel végetért minden folyamatban lévő peres eljárásuk és a Hyperion engedélyt kapott és kizárólagos felhatalmazást, hogy AmigaOS néven fejlesszen és forgalmazon termékeket. Ez érvényes mind az AmigaOS 3.1-re, mind az AmigaOS 4-re, illetve a jövőbeni 5-ös verzióra. Ezzel együtt az "Amiga" védjegy az Amiga Inc.-é maradt, így lehetővé vált AmigaOS 4 nélküli Amiga márkájú hardverek forgalmazása. Az Amiga Inc. engedélyt is adott a védjegyhasználatra 2010-ben az azóta megszűnt Commodore USA cégnek, mely AROS operációs rendszert futtató modern gépekben gondolkodott.
2016 végén az Amiga Inc. inaktivitása (hosszabbításkérés elmaradása) miatt egyes "Amiga" védjegyek lejártak az Amerikai Egyesült Államokban. Ezután a Cloanto azonnal lépett és regisztrációs kérelemmel élt a saját nevében. A későn ébredő Hyperion panaszt tett az "AmigaOS", az "AmigaOne", illetve a Boingball logó védjegyek tekintetében, melyet azonban az Amerikai Szabadalmi Hivatal (USPTO) elutasított és 6 hónapos hiánypótlást írt elő. A Hyperion minden fronton támadást indított a Cloanto védjegybirtoklásának jogszerűtlensége ügyében. A Cloanto 2017 végén az Egyesült Államokban beperelte a Hyperiont és azt kérte a bíróságtól, hogy mondja ki, jogosan használja az "Amiga" védjegyet, ellenfele pedig jogtalanul kéri az "AmigaOS", illetve "AmigaOne" védjegyek bejegyzését saját nevére. A perben a Cloanto vitatja azt is, hogy a Hyperion jogszerűen árulhat Kickstart ROM-ot, illetve AmigaOS 3.1 szoftvert.
A per azóta sem zárult le. A Hyperiont 2018 márciusában az összes - tetszhalott - korábbi védjegytulajdonos cég (Amiga Inc./Amino, Itec LLC, KMOS) nevében megtámadták azzal, hogy a Hyperion az AmigaOS 3.1.4 kiadásával megszegte a 2009-es megállapodást, nem sokkal később pedig az AmigaOS 3.1.4 forgalmazásától való eltiltást is kérelmezték. A per folyamán a Cloanto vezetője, Mike Battilana megszerzett minden Amiga Inc.-hez fűződő jogot, így minden korábbi Amiga Inc. megállapodás örökösévé lett. A Cloanto kérését az AmigaOS 3.1.4 kiadásának előzetes leállítására a bíróság 2019 áprilisában elutasította, majd májusban kimondta, hogy a Cloanto kérelme nem jogos a 2009-es megállapodás megsértése tárgyában és a Hyperion jogosan használja védjegyeit világszerte.
A perben álló felek 2019 októberétől egyeztetéseket tartottak a megegyezést célozva, melyek egészen 2020 februárig húzódtak, azonban végül eredménytelenül zárultak.
2020. szeptember 4-én a Hyperion visszavonta az ellenkeresetét az "Amiga" név Cloanto általi amerikai védjegybejegyzés kérelme kapcsán. A Hyperion felhagyott továbbá a BoingBall logó bejegyzésének szándékával is. Ennek nyomán az USPTO 2021. február 16-án az "Amiga" védjegyet bejegyezte a Cloanto Corporation javára.
2021. január 20-án a perben álló felek hivatalosan tájékoztatták az eljáró bírót, hogy 2020 október folyamán újra tárgyalásokba kezdtek és január folyamán a főbb kérdésekben sikerült megállapodniuk. A Cloanto és a régi-új Amiga Corporation vezetője, Mike Battilana állítása szerint ő és Timothy de Groote letárgyaltak egy megállapodást a felek között, melyet a Hyperion alapítója, Ben Hermans is aláírt 2021. január 20-án. Tizenegy nap elteltével Hermans mégis visszalépett a megegyezéstől. A megegyezés adott volna jogot a Hyperionnak a már csaknem kész AmigaOS 3.2 forgalmazására. Vélhetően ezzel összefüggésben távozott de Groote a Hyperiontól.
2021. május 23-án a Cloanto beidézte tanúvallomásra a Hyperion társalapítóját, a 2011-ben a cégtől kilépett Evert Cartont. Az újabb bírósági tárgyalás időpontja: 2021. június 14.

## Fordítás
- Ez a szócikk részben vagy egészben  a   Hyperion Entertainment című angol Wikipédia-szócikk fordításán alapul.  Az eredeti cikk szerkesztőit annak laptörténete sorolja fel. Ez a jelzés csupán a megfogalmazás eredetét és a szerzői jogokat jelzi, nem szolgál a cikkben szereplő információk forrásmegjelöléseként.